# Сарабадан
Сарабадан (перс. سرابادان) — село в Ірані, у дегестані Харразан, в Центральному бахші, шагрестані Тафреш остану Марказі. За даними перепису 2006 року, його населення становило 54 особи, що проживали у складі 29 сімей.

## Клімат
Середня річна температура становить 9,05°C, середня максимальна – 26,21°C, а середня мінімальна – -10,95°C. Середня річна кількість опадів – 229 мм.
| Клімат поселення                              | Клімат поселення | Клімат поселення | Клімат поселення | Клімат поселення | Клімат поселення | Клімат поселення | Клімат поселення | Клімат поселення | Клімат поселення | Клімат поселення | Клімат поселення | Клімат поселення | Клімат поселення |
| Показник                                      | Січ.             | Лют.             | Бер.             | Квіт.            | Трав.            | Черв.            | Лип.             | Серп.            | Вер.             | Жовт.            | Лист.            | Груд.            |                  |
| Середній максимум, °C                         | 3,04             | 4,69             | 7,46             | 14,46            | 19,85            | 24,95            | 26,21            | 25,93            | 21,83            | 16,31            | 10,11            | 4,74             |                  |
| Середня температура, °C                       | −3,97            | −2,3             | 0,46             | 7,45             | 12,85            | 17,96            | 21,38            | 21,10            | 16,98            | 11,47            | 5,28             | −0,08            |                  |
| Середній мінімум, °C                          | −10,95           | −9,3             | −6,54            | 0,46             | 5,84             | 10,95            | 16,54            | 16,28            | 12,17            | 6,64             | 0,43             | −4,92            |                  |
| Норма опадів, мм                              | 29               | 32               | 45               | 36               | 30               | 4                | 2                | 1                | 0                | 8                | 17               | 25               |                  |
| Середньомісячна швидкість вітру, м/с          | 1.11             | 2.18             | 2.57             | 2.74             | 2.34             | 2.06             | 1.95             | 1.82             | 1.86             | 1.78             | 1.62             | 1.15             |                  |
| Середньомісячна сонячна радіація, кДж/м²·день | 9318             | 12097            | 14797            | 18201            | 22172            | 26732            | 26108            | 24110            | 20928            | 15475            | 11051            | 9014             |                  |
| --------------------------------------------- | ---------------- | ---------------- | ---------------- | ---------------- | ---------------- | ---------------- | ---------------- | ---------------- | ---------------- | ---------------- | ---------------- | ---------------- | ---------------- |
| Джерело:                                      |                  |                  |                  |                  |                  |                  |                  |                  |                  |                  |                  |                  |                  |